# Wayde van Niekerk
| Rang                     | Leichtathlet      | Anzahl |
| ------------------------ | ----------------- | ------ |
| 1.                       | Michael Johnson   | 22     |
| 2.                       | Kirani James      | 10     |
| 3                        | Jeremy Wariner    | 9      |
| 3                        | LaShawn Merritt   | 9      |
| 5.                       | Wayde van Niekerk | 6      |
| 5.                       | Steven Gardiner   | 6      |
| 7.                       | Harry Reynolds    | 4      |
| 7.                       | Quincy Watts      | 4      |
| 7.                       | Isaac Makwala     | 4      |
| 7.                       | Michael Norman    | 4      |
| 7.                       | Muzala Samukonga  | 4      |
| Stand: 8. September 2024 |                   |        |

Wayde van Niekerk (* 15. Juli 1992 in Kapstadt) ist ein südafrikanischer Leichtathlet, der sich auf den 200- und den 400-Meter-Lauf spezialisiert hat. Als erster Afrikaner lief er die 400 Meter unter 44 Sekunden. Er ist Olympiasieger, zweifacher Weltmeister und aktueller Weltrekordhalter in dieser Disziplin.

## Sportliche Laufbahn
In seiner Jugend war van Niekerk vor allem im Hochsprung aktiv. Ab 2009 trainierte er aber auch für Sprintdisziplinen, auf die er sich schließlich vollständig konzentrierte, nachdem er sich über 200 Meter für die Juniorenweltmeisterschaften 2010 in Moncton hatte qualifizieren können. Dort belegte er in einer Zeit von 21,02 s den vierten Platz.
2011 wurde van Niekerk Südafrikanischer Juniorenmeister über 100 und 200 Meter. Außerdem gewann er im 200-Meter-Lauf seinen ersten nationalen Titel in der Aktivenklasse und erzielte dabei eine neue persönliche Bestleistung von 20,57 s. Aufgrund einer hartnäckigen Oberschenkelverletzung wurde seine weitere Entwicklung in den nächsten anderthalb Jahren allerdings nachhaltig gebremst. 2012 bestritt er lediglich fünf Rennen ohne dabei herausragende Resultate zu erzielen.
2013 wandte sich van Niekerk verstärkt dem 400-Meter-Lauf zu und wurde über diese Distanz Südafrikanischer Meister. Bei der Universiade in Kasan erreichte er die Halbfinalrunde über 400 Meter und gewann in der 4-mal-400-Meter-Staffel die Bronzemedaille. Außerdem startete er bei den Weltmeisterschaften in Moskau ebenfalls über 400 Meter, schied jedoch im Vorlauf aus. 2014 verteidigte er seinen nationalen Meistertitel erfolgreich. Darüber hinaus gelangen ihm auch auf internationaler Ebene Spitzenresultate. So lief er als Zweitplatzierter beim adidas Grand Prix in New York City mit einer Zeit von 44,38 s einen Landesrekord über 400 Meter und gewann sowohl bei den Commonwealth Games in Glasgow als auch bei den Afrikameisterschaften in Marrakesch jeweils die Silbermedaille.
2015 etablierte sich van Niekerk in der absoluten Weltspitze. Unter anderem unterbot er Anfang Juli beim Meeting Areva in Paris mit einer Zeit von 43,96 s als erster Afrikaner die 44-Sekunden-Marke über 400 Meter. Seinen neuen Kontinentalrekord verlor er allerdings bereits am nächsten Tag an den Botswaner Isaac Makwala, der im schweizerischen La Chaux-de-Fonds 43,72 s lief. Wenig später blieb van Niekerk im 200-Meter-Lauf beim Spitzen Leichtathletik Luzern mit 19,94 s erstmals unter 20 Sekunden. Bei den Weltmeisterschaften in Peking gewann er in 43,48 s die Goldmedaille im 400-Meter-Lauf vor Titelverteidiger LaShawn Merritt aus den Vereinigten Staaten (43,65 s) und Olympiasieger Kirani James aus Grenada (43,78 s). Damit blieben zum ersten Mal in der Geschichte drei Athleten im selben Rennen unter der 44-Sekunden-Marke. Van Niekerk rückte mit seiner Siegerzeit auf den vierten Platz der ewigen Weltbestenliste vor und eroberte den Afrikarekord zurück.
Am 12. März 2016 gewann van Niekerk den 100-Meter-Lauf bei den Provinzmeisterschaften in Bloemfontein in 9,98 s. Damit ist er der erste Mensch in der Geschichte, der 100 Meter in unter 10 Sekunden, 200 Meter in unter 20 Sekunden und 400 Meter in unter 44 Sekunden lief. Im Juni gewann er bei den Afrikameisterschaften in Durban die Titel über 200 Meter sowie in der 4-mal-100-Meter-Staffel. Im Finale der Männer über 400 Meter bei den Olympischen Spielen am 14. August 2016 in Rio de Janeiro lief er in 43,03 s zu Gold und stellte damit eine neue Weltrekordzeit auf, mit der er den seit 1999 bestehenden Rekord von Michael Johnson unterbot.
2017 startete er wieder verstärkt auf den kürzeren Distanzen. Bereits im April unterbot er im südafrikanischen Potchefstroom über 200 Meter die 20-Sekunden-Marke, am 10. Juni stellte er in Kingston mit 19,84 s eine neue persönliche Bestleistung auf. Am 20. Juni verbesserte er sich über 100 Meter auf 9,94 s. Am 28. Juni erzielte er beim Ostrava Golden Spike mit 30,81 s eine Weltbestleistung auf der selten gelaufenen 300-Meter-Distanz. In Lausanne und Monaco siegte er in seiner eigentlichen Paradedisziplin, der 400-Meter-Distanz, in einer Weltjahresbestleistung von 43,62 s und in 43,73 s.
Schon im Januar hatte er angekündigt, bei den Weltmeisterschaften in London das Double über 200 und 400 Meter anzustreben, was bisher nur Michael Johnson 1995 in Göteborg gelungen war. Die IAAF gab im April einem Antrag van Niekerks statt und änderte den Zeitplan der WM dahingehend, dass die Vorläufe über 200 Meter nicht unmittelbar vor dem 400-Meter-Finale stattfinden.
Seinen Titel im 400-Meter-Lauf verteidigte er in 43,98 s erfolgreich. Im Finale fehlte sein Konkurrent Isaac Makwala, weil dieser auf Grund des Norovirus unter Quarantäne stand. Im 200-Meter-Finale musste er sich Ramil Guliyev geschlagen geben, der nach 20,09 s ins Ziel kam. Van Niekerk wiederum war mit 20,106 s nur eine Tausendstelsekunde schneller als der Bronzemedaillengewinner Jereem Richards.
Bei einem Prominenten-Touch-Rugby-Spiel am 7. Oktober 2017 in Kapstadt erlitt er einen Kreuzbandriss und verpasste infolgedessen die gesamte nächste Saison. Auch 2019 erholte er sich noch nicht vollständig von seiner Verletzung und ihren Spätfolgen, so dass er erst 2020 wieder in das Wettkampfgeschehen eingreifen konnte.
Nach Gewinn des südafrikanischen Meistertitels über 200 Meter im April 2021 unterbot er am 19. Juni in seinem ersten 400-Meter-Rennen der Saison mit 44,56 s die Qualifikationsnorm für die wegen der COVID-19-Pandemie verschobenen Olympischen Spiele in Tokio. Dort erreichte er das 400-Meter-Halbfinale, in dem er 45,14 s lief, als Fünfter seines Laufes jedoch den Einzug ins Finale verpasste.
Van Niekerk wurde bis 2021 von Ans Botha in Südafrika trainiert und studierte Marketing an der Universität des Freistaates in Bloemfontein. Seit Mai 2021 trainiert er in Florida unter Lance Brauman in einer Trainingsgruppe mit Noah Lyles und Shaunae Miller-Uibo.
2017 wurde er für seine herausragenden sportlichen Leistungen mit dem Order of Ikhamanga in Gold ausgezeichnet.